# Sylvirana nigrovittata
Espèce
Synonymes
- Lymnodytes nigrovittatus Blyth, 1856 "1855"
- Rana nigrovittata (Blyth, 1856)
- Hylarana nigrovittata (Blyth, 1856)

Statut de conservation UICN

 LC  : Préoccupation mineure
Sylvirana nigrovittata est une espèce d'amphibiens de la famille des Ranidae.
On l'appelle en Thaïlande กบอ่องเล็ก.

## Répartition
Cette espèce se rencontre :
- au Népal ;
- en Inde dans les États d'Assam, du Meghalaya et du Bengale-Occidental ;
- au Bangladesh ;
- en République populaire de Chine dans les provinces du Yunnan et du Guangxi ;
- au Viêt Nam ;
- au Laos ;
- au Cambodge ;
- en Thaïlande ;
- en Birmanie ;
- en Malaisie péninsulaire.

## Habitat
La grenouille sylvirana nigrovittata vit dans les forêts tropicales et subtropicales au bord des rivières.

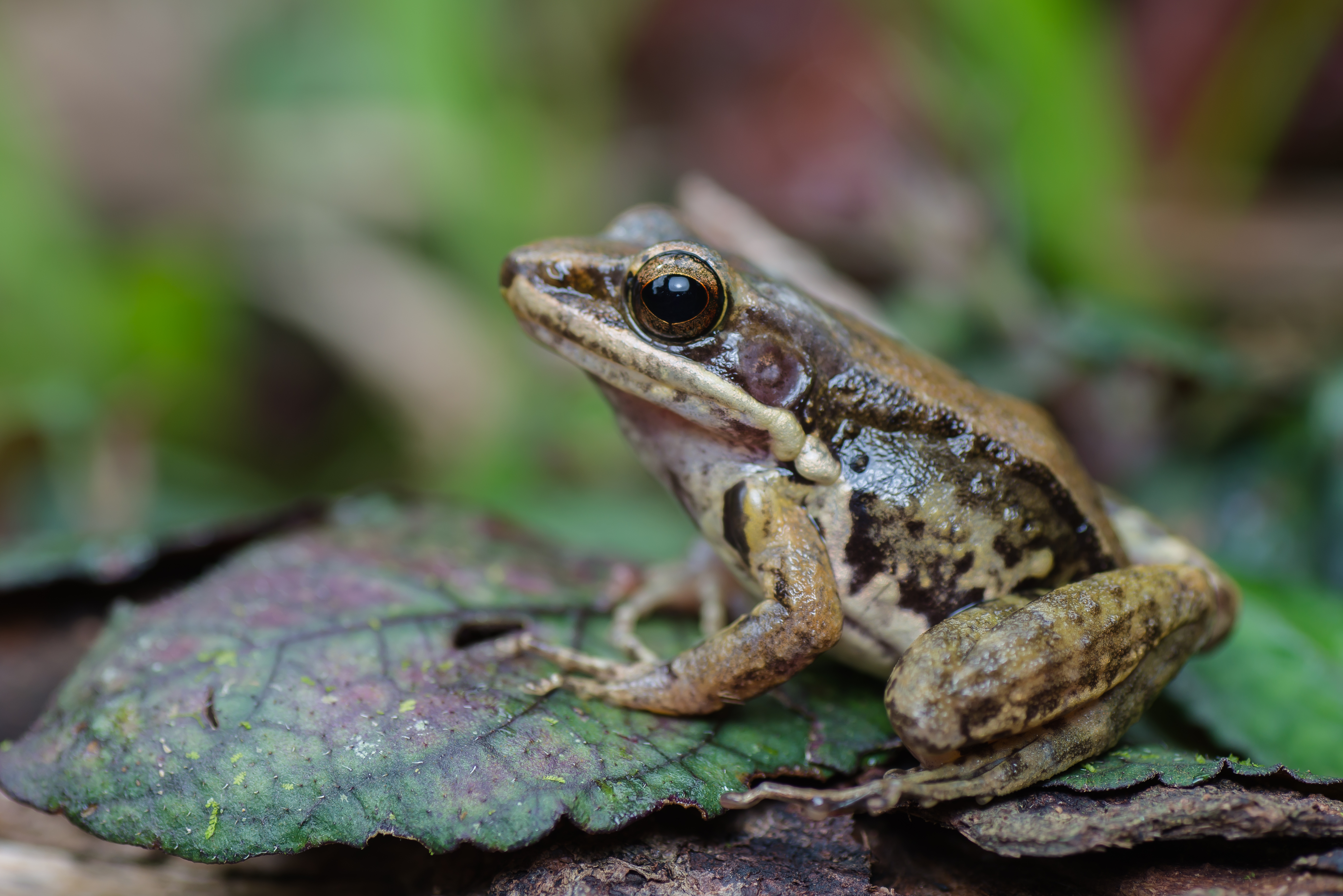
Sylvirana nigrovitta, parc national de Khao Luang, Thaïlande

## Publication originale
- Blyth, 1856 "1855" : Report for October Meeting, 1885. Journal of the Asiatic Society of Bengal, vol. 24, p. 711-723 (texte intégral)..